# Max Schmidt (Zoodirektor)
Maximilian Schmidt (auch Max, * 19. Oktober 1834 in Frankfurt am Main; † 4. Februar 1888 in Berlin) war ein deutscher Tierarzt sowie Zoodirektor in Frankfurt und Berlin.

## Leben
Max Schmidt wurde am 19. Oktober 1834 als Sohn eines Schmiedemeisters in Frankfurt geboren. Nach abgeschlossener Lehre als Schmied studierte er ab 1852 Tierheilkunde in Stuttgart und Berlin. Die Promotion erlangte er 1857 in Gießen und betätigte sich anschließend als praktischer Tierarzt in Frankfurt. Ab 1. Januar 1859 wurde Schmidt Vertragstierarzt des gerade gegründeten Frankfurter Zoos. Nach einer Bildungsreise durch Tiergärten in Belgien, Holland und England, die der Erweiterung seiner Kenntnisse in der Pflege fremdländischer Tiere diente, wurde Schmidt am 18. September 1859 zum Direktor des Zoologischen Gartens Frankfurt bestellt. In seine Amtszeit fiel die Verlegung des Zoos von der Bockenheimer Landstraße zum heutigen Standort, damals Pfingstweide. Nach langjähriger, fruchtbarer Tätigkeit in Frankfurt folgte Schmidt schließlich zum 1. Februar 1885 einem Ruf als Direktor des Zoologischen Gartens Berlin. Doch in Berlin war ihm keine lange Schaffensperiode mehr vergönnt. Schmidt starb im Alter von 53 Jahren am 4. Februar 1888 durch Schlaganfall. Das aus Klinkern im maurischen Stil errichtete Flusspferdhaus blieb das größte Bauvorhaben, das er im Berliner Zoo verwirklichen konnte.
Max Schmidt wurde am 19. Januar 1879 in der Sektion Zoologie zum Mitglied (Matrikel-Nr. 2218) der Akademie der Naturforscher Leopoldina gewählt.